# Suffrenklasse (onderzeeboot)

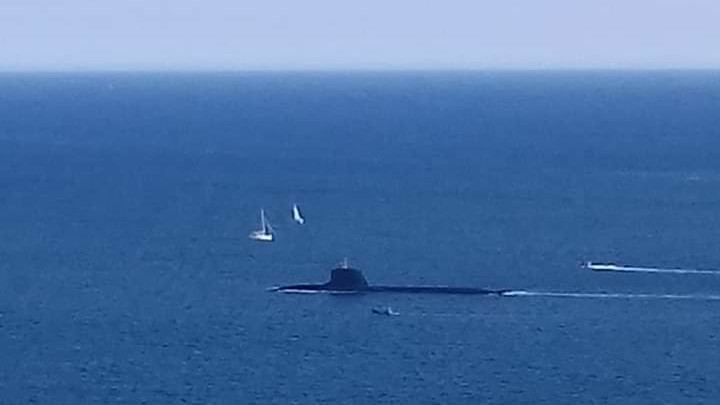
De Suffren (S635)

De Suffren is een klasse van zes kernonderzeeërs van de Franse marine, waarvan de Suffren (S635) volledig operationeel is sinds 3 juni 2022. Het gaat om nucleair aangedreven aanvalsonderzeeërs om de Rubisklasse te vervangen.
Naval Group bouwt de kernonderzeeërs in Cherbourg. De thuisbasis is Toulon.
De Suffren is 99 meter lang en 8,8 meter breed en heeft een waterverplaatsing van 5300 ton onder water. De boot is genoemd naar de Franse admiraal Pierre André de Suffren.

## De zes onderzeeboten
1. De Suffren (S635) de kiel werd op 19 december 2007 op gelegd, de tewaterlating gebeurde op 12 juli 2019, hij ging op 6 november 2020 in dienst en is sinds 3 juni 2022 volledig operationeel.
2. De kiel van de tweede onderzeeër in de Suffrenklasse, de Duguay-Trouin (S636) werd in juni 2009 gelegd, de tewaterlating gebeurde op 9 september 2022, hij ging op 28 juli 2023 in dienst en is sinds 4 april 2024 volledig operationeel.[1]
3. De kiel van de derde onderzeeër in de klasse, de Tourville (S637) werd in 2011 gelegd, de tewaterlating gebeurde in de zomer 2023, hij ging op 16 november 2024 in dienst en zal in 2025 volledig operationeel worden.
4. De kiel van de vierde boot in de klasse, de De Grasse (S638) werd in 2014 gelegd voor tewaterlating in 2025, in dienst stelling 2026 en volledig operationeel tegen 2026-2027.
5. De kiel van de vijfde boot in de klasse, de Rubis (S639) werd in 2019 gelegd voor tewaterlating in 2027, in dienst stelling 2028 en volledig operationeel tegen 2028-2029.
6. De kiel van de zesde boot in de klasse, de Casabianca (S640) werd in 2020 gelegd voor tewaterlating in 2028, in dienst stelling 2029-2030 en volledig operationeel tegen 2030-2031.

## De nucleaire aandrijving
Aandrijving gebeurt door een drukwaterreactor type K15 van 150 MW op laagverrijkt uranium van TechnicAtome, twee turbogeneratoren van elk 10 MW, twee dieselgeneratoren van elk 0,48 MW van SEMPT Pielstick, en een waterjet voor voortstuwing. De kernonderzeeërs moeten om de 10 jaar nieuwe kernbrandstof krijgen.

## De bewapening
Er zijn vier 533 mm torpedobuizen en 20 wapenrekken voor F21 torpedo's, MdCN kruisvluchtwapens, Exocet antischeepsraketten, FG29 zeemijnen en D-19 onbemande onderzeeërs.

## Uitvoer
In het kader van het Barracuda-programma, zouden de onderzeeboten ook voor de Koninklijke Australische marine worden gebouwd. De Koninklijke Australische marine koos in 2021 voor een Amerikaans alternatief met hoogverrijkt uranium.
De Nederlandse staatssecretaris van Defensie Christophe van der Maat heeft op 15 maart 2024 de bestelling gegund om in de Koninklijke Marine van Nederland de Walrusklasse te vervangen. Ze zullen dan Orkaklasse heten en de eerste twee zullen binnen 10 jaar geleverd worden.